# نوازن
نَوازَن (اراک)، روستایی از توابع بخش مرکزی شهرستان اراک در استان مرکزی ایران است.
این روستا در ۲۸ کیلومتری شمال غربی شهر اراک قرار دارد.

## جمعیت
این روستا در دهستان مشهدالکوبه قرار دارد و براساس سرشماری مرکز آمار ایران در سال ۱۳۸۵، جمعیت آن ۲۴۵ نفر (۷۰خانوار) بوده‌است.

## جاذبه های زیارتی و سیاحتی
- سردابه باستانی مربوط به دوره ایلخانی که در سال ۱۳۷۸ کشف گردید.[۲]
- مسجد نوازن
- بقعه امامزاده عبدالله [۳]